# Mu Dong (tusi)
Mu Dong (chinois : 木东 ; pinyin : mù dōng), né le 1er novembre 1534, décédé le 6 décembre 1579, est un tusi (chef tribal) (chef régional issu de la population locale) naxi de la province du Yunnan. Il est également appelé A-mu A-tu (阿目阿都), qui est son nom naxi. Il dirigea à Lijiang entre 1568 et 1579. son père était Mu Gao (zh) (chinois : 木高), et sa mère Ashimao (chinois : 阿室毛). Son fils Mu Wang (木旺, mù wàng) lui succède.